# Seal Chart
Seal Chart est un village anglais du district de Sevenoaks, situé dans le comté du Kent.